# Indische Badmintonmeisterschaft 2003/04
Die Indische Badmintonmeisterschaft der Saison 2003/2004 fand Mitte Januar 2004 in Hyderabad statt. Es war die 68. Austragung der nationalen Titelkämpfe im Badminton in Indien. 

## Finalergebnisse
| Disziplin    | Sieger                        | Finalist                            | Ergebnis         |
| ------------ | ----------------------------- | ----------------------------------- | ---------------- |
| Herreneinzel | Chetan Anand                  | Abhinn Shyam Gupta                  | 15-12, 15-8      |
| Dameneinzel  | Aparna Popat                  | Trupti Murgunde                     | 11-0, 11-6       |
| Herrendoppel | Markose Bristow Rupesh Kumar  | Jaseel P. Ismail J. B. S. Vidyadhar | 15-5, 15-6       |
| Damendoppel  | Shruti Kurien Jwala Gutta     | Trupti Murgunde Fathima Nazneen     | 5-15, 15-4, 15-4 |
| Mixed        | Pullela Gopichand Jwala Gutta | Jaseel P. Ismail Manjusha Kanwar    | 15-6, 8-15, 15-3 |